# Gazi I de Irak

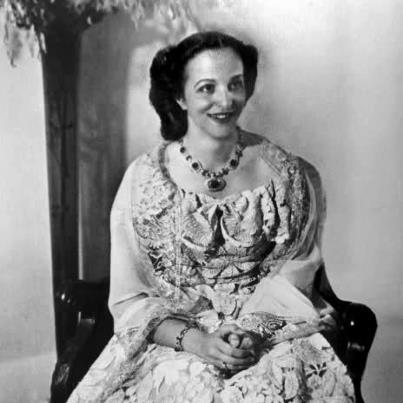
Reina consorte Aliya de Irak, esposa y prima hermana de Gazi I.

Gazi I (en árabe, غازي الاول, también transcrito Ghazi), fue rey de Irak entre 1933 y 1939. Nació el 21 de marzo de 1912 y murió el 4 de abril de 1939.

## Vida en el Hiyaz
Nacido en La Meca, siendo el hijo primogénito de Fáysal ibn Husáyn, que más tarde sería el primer rey de Irak y de Huzaima bint Nasser, Jerifa de La Meca. Por ello, Gazi fue nieto del jerife Husáyn, que fue emir y más adelante rey independiente del Hiyaz (región de Arabia en la costa del Mar Rojo).
Su padre, Fáysal, abandonó el Hiyaz en 1916 para dirigir las operaciones de la Rebelión Árabe contra los otomanos, quedando Gazi al cuidado de su abuelo, que ese mismo año, y como primer paso de la rebelión, había pasado de ser gobernador dependiente de Estambul a rey de un nuevo Estado, protegido inicialmente por Gran Bretaña. Sin embargo, al acabar la Primera Guerra Mundial Gran Bretaña cambió su política de alianzas y dejó al Hiyaz a merced de las tropas de la familia Ibn Saúd, un clan que reinaba desde el siglo XVIII en la vecina región del Nechd y que, animado por la doctrina wahhabí, deseaba controlar los santos lugares del Islam (La Meca y Medina) y con ellos los beneficios producidos por el tráfico de peregrinos. 
En 1924 el Hiyaz fue conquistado y anexionado a los dominios de los Ibn Saúd (a los que poco tiempo después se llamará Arabia Saudí) y los hachemíes, y Gazi entre ellos, se exilian a Transjordania, un reino creado por Gran Bretaña a la cabeza del cual se encuentra Abd Allah, tío de Gazi. Su padre, por otro lado, ha sido colocado por la misma potencia colonial a la cabeza de otro país de nueva creación: Irak. Fáysal reina sin demasiado poder efectivo en Irak después de que la Rebelión Árabe fracasara en su intento de crear un gran Estado árabe unificado en Oriente Medio. Gazi se traslada a Bagdad ese mismo año de 1924 y es nombrado príncipe.

## Rey de Irak
El 8 de septiembre de 1933 muere Fáysal y Gazi es coronado rey el 18 del mismo mes con el nombre de Gazi I, almirante de la armada y mariscal de los ejércitos de tierra y aire. Un año antes Irak había sido admitido como Estado independiente en la Sociedad de Naciones, pero los británicos seguían dominando de facto la economía y las fuerzas armadas. El poderoso ministro Nuri al-Said, antiguo oficial otomano y agente británico en el gobierno de Irak desde la creación del país, había retratado a Gazi ante sus protectores como un ser disoluto, amante de los placeres, homosexual y por tanto débil y maleable. Sin embargo, aunque era cierto lo referente a su vida sexual y su hedonismo,[cita requerida] el joven Gazi I mostró desde el principio una actitud resuelta e independiente de simpatía hacia el panarabismo y de oposición a la tutela británica, al mismo tiempo que una no disimulada antipatía tanto hacia Nuri as-Saíd como hacia su rival, Yasin Hashimi.
Gazi simpatizó con el nacionalismo árabe y montó en su palacio una popular emisora de radio que denunciaba las injerencias británicas en Irak y en todo Oriente Medio, especialmente las relacionadas con los proyectos del sionismo en Palestina, hacía llamamientos a los kuwaitíes para que se sublevaran contra sus jeques y reintegraran Kuwait en Irak, así como mostraba cierta simpatía por Alemania en la guerra que se anunciaba (algo habitual entre los habitantes de Oriente Medio, dado el control británico).
Gazi trató de utilizar al sector nacionalista del ejército para librarse de Nuri al-Said y otros ministros probritánicos, como Yaafar al-Askari. Por medio de su hermano Taha, jefe de operaciones militares, se aseguró que los oficiales nacionalistas recibieran mayor reconocimiento y mayores responsabilidades. Gazi apoyó un golpe de Estado del general Bakr Sidqi, cuya Primera División, predominantemente integrada por oficiales kurdos, derrocó al gobierno de Nuri al-Saíd y Yaáfar al-Askari en octubre de 1936. Sin embargo, este golpe agravó las diferencias entre facciones dentro del ejército, con lo que un año más tarde el mismo Gazi apoyó un nuevo golpe, liderado por cuatro coroneles nacionalistas, que derrocaron a Sidqi y reforzaron el control nacionalista sobre el Estado y sobre las fuerzas armadas, declarando su intención de acabar con las injerencias británicas.

## Muerte de Gazi
El 4 de abril de 1939 las autoridades iraquíes anunciaron que Gazi había muerto al chocar el deportivo en el que viajaba en compañía de otras dos personas (un sirviente y un operador de radio) contra una farola. Ni el coche ni la farola, sin embargo, sufrieron grandes daños, y nada se supo de la suerte que habían corrido los acompañantes del rey.  El gobierno de los coroneles sospechó que la muerte de Gazi se había debido a un complot orquestado por Nuri as-Saíd en colaboración con Aliya, esposa y prima hermana del monarca (estaban separados), y con el cuñado de este, el príncipe 'Abd al-Ilah.  Esta fue aparentemente la idea que más cundió entre la población, que en el multitudinario entierro de Gazi profirió consignas acusando a Nuri as-Saíd (según un comunicado enviado por el embajador británico a Londres) y a Gran Bretaña.  Esta es también la opinión del historiador iraquí Hanna Batatu. El cónsul británico en Mosul murió linchado por la masa y Bagdad y otras ciudades vivieron varios días de agitación callejera. Gran Bretaña responsabilizó de las sospechas que caían sobre ella y sobre sus aliados en Irak a las intrigas de agitadores alemanes.
A Gazi le sucedió su hijo Fáysal II, que al tener sólo cuatro años de edad fue reemplazado en el ejercicio efectivo del poder por el emir 'Abd al-Ilah a título de regente.

## Títulos y tratamientos
Esta tabla aún no está actualizada. Puedes contribuir aportando información sobre títulos y tratamientos de esta persona.

## Distinciones honoríficas

### Distinciones honoríficas iraquíes
- Soberano Gran Maestre de la Orden de los Hachemitas.
- Soberano Gran Maestre de la Orden de Fáisal I.
- Soberano Gran Maestre de la Orden de los Dos Ríos.
- Medalla de Servicio General (1933).

### Distinciones honoríficas extranjeras
- Caballero de la Orden de los Serafines (Reino de Suecia, 02/11/1934).
- Caballero Gran Collar de la Orden de Pahlaví (Imperio de Irán, 08/1937).
- Caballero Gran Cordón de la Suprema Orden del Renacimiento (Reino Hachemita de Jordania).
- Caballero Gran Cordón de la Orden de la Independencia (Reino Hachemita de Jordania).
- Caballero Gran Collar de la Orden de Mehmet Alí (Reino de Egipto).

## Ancestros
|  |                                                                                    |  |  |  |  |  |  |  |  |  |  |  |  |  |  |  |
|  | 16. Emir Muhámmad III bin Abd ul-Muin al-Aun, Gran Jerife y Emir de La Meca (= 20) |  |  |  |  |  |  |  |  |  |  |  |  |  |  |  |
|  |                                                                                    |  |  |  |  |  |  |  |  |  |  |  |  |  |  |  |
|  |                                                                                    |  |  |  |  |  |  |  |  |  |  |  |  |  |  |  |
|  | 8. Ali Bey, Jerife de La Meca                                                      |  |  |  |  |  |  |  |  |  |  |  |  |  |  |  |
|  |                                                                                    |  |  |  |  |  |  |  |  |  |  |  |  |  |  |  |
|  |                                                                                    |  |  |  |  |  |  |  |  |  |  |  |  |  |  |  |
|  | 4. Husáin bin Ali, Jerife de La Meca                                               |  |  |  |  |  |  |  |  |  |  |  |  |  |  |  |
|  |                                                                                    |  |  |  |  |  |  |  |  |  |  |  |  |  |  |  |
|  |                                                                                    |  |  |  |  |  |  |  |  |  |  |  |  |  |  |  |
|  | 18. Jeque Gharam al-Shahar                                                         |  |  |  |  |  |  |  |  |  |  |  |  |  |  |  |
|  |                                                                                    |  |  |  |  |  |  |  |  |  |  |  |  |  |  |  |
|  |                                                                                    |  |  |  |  |  |  |  |  |  |  |  |  |  |  |  |
|  | 9. Jequesa Salha bint Gharam al-Shahar                                             |  |  |  |  |  |  |  |  |  |  |  |  |  |  |  |
|  |                                                                                    |  |  |  |  |  |  |  |  |  |  |  |  |  |  |  |
|  |                                                                                    |  |  |  |  |  |  |  |  |  |  |  |  |  |  |  |
|  | 2. Rey Fáisal I de Irak                                                            |  |  |  |  |  |  |  |  |  |  |  |  |  |  |  |
|  |                                                                                    |  |  |  |  |  |  |  |  |  |  |  |  |  |  |  |
|  |                                                                                    |  |  |  |  |  |  |  |  |  |  |  |  |  |  |  |
|  | 20. Emir Muhámmad III bin Abd ul-Muin al-Aun, Gran Jerife y Emir de La Meca (= 16) |  |  |  |  |  |  |  |  |  |  |  |  |  |  |  |
|  |                                                                                    |  |  |  |  |  |  |  |  |  |  |  |  |  |  |  |
|  |                                                                                    |  |  |  |  |  |  |  |  |  |  |  |  |  |  |  |
|  | 10. Abdullah Kamil Pasha, Gran Jerife de La Meca                                   |  |  |  |  |  |  |  |  |  |  |  |  |  |  |  |
|  |                                                                                    |  |  |  |  |  |  |  |  |  |  |  |  |  |  |  |
|  |                                                                                    |  |  |  |  |  |  |  |  |  |  |  |  |  |  |  |
|  | 5. Abdiya bint Abdullah, Jerifa de La Meca                                         |  |  |  |  |  |  |  |  |  |  |  |  |  |  |  |
|  |                                                                                    |  |  |  |  |  |  |  |  |  |  |  |  |  |  |  |
|  |                                                                                    |  |  |  |  |  |  |  |  |  |  |  |  |  |  |  |
|  | 11. Bazmi Jahan Khanum                                                             |  |  |  |  |  |  |  |  |  |  |  |  |  |  |  |
|  |                                                                                    |  |  |  |  |  |  |  |  |  |  |  |  |  |  |  |
|  |                                                                                    |  |  |  |  |  |  |  |  |  |  |  |  |  |  |  |
|  | 1. Rey Gazi I de Irak                                                              |  |  |  |  |  |  |  |  |  |  |  |  |  |  |  |
|  |                                                                                    |  |  |  |  |  |  |  |  |  |  |  |  |  |  |  |
|  |                                                                                    |  |  |  |  |  |  |  |  |  |  |  |  |  |  |  |
|  | 12. 'Ali Pasha, Jerife de La Meca                                                  |  |  |  |  |  |  |  |  |  |  |  |  |  |  |  |
|  |                                                                                    |  |  |  |  |  |  |  |  |  |  |  |  |  |  |  |
|  |                                                                                    |  |  |  |  |  |  |  |  |  |  |  |  |  |  |  |
|  | 6. Náser bin 'Ali Pasha, Jerife de La Meca                                         |  |  |  |  |  |  |  |  |  |  |  |  |  |  |  |
|  |                                                                                    |  |  |  |  |  |  |  |  |  |  |  |  |  |  |  |
|  |                                                                                    |  |  |  |  |  |  |  |  |  |  |  |  |  |  |  |
|  | 3. Huzaima bint Náser, Jerifa de La Meca                                           |  |  |  |  |  |  |  |  |  |  |  |  |  |  |  |
|  |                                                                                    |  |  |  |  |  |  |  |  |  |  |  |  |  |  |  |
|  |                                                                                    |  |  |  |  |  |  |  |  |  |  |  |  |  |  |  |
|  | 7. Dilber Khanum                                                                   |  |  |  |  |  |  |  |  |  |  |  |  |  |  |  |
|  |                                                                                    |  |  |  |  |  |  |  |  |  |  |  |  |  |  |  |
|  |                                                                                    |  |  |  |  |  |  |  |  |  |  |  |  |  |  |  |